# Melegnano
Melegnano (IPA: [meleɲˈɲaːno], Meregnàn in dialetto milanese, anticamente Marignano) è un comune italiano di 18 105 abitanti della città metropolitana di Milano in Lombardia.

## Geografia fisica
Melegnano si trova a circa 16 chilometri a sud-est di Milano, lungo la strada statale 9 Via Emilia. È ubicata nella pianura del Basso milanese (altitudine media di 85 m sopra il livello del
mare) ed è solcata nella parte orientale dal fiume Lambro, che scorre verso sud est con andamento meandriforme. Ha una superficie di 4,93 chilometri quadrati, oggi con un grado di occupazione del suolo
pari al 48%. Confina con i comuni di San Giuliano Milanese e Colturano a nord, di Vizzolo Predabissi ad est, di Cerro al Lambro a sud e di Carpiano ad ovest. Prima delle opere di tombinatura e canalizzazione del Seveso quest'ultimo presso Melegnano confluiva nel Lambro.

## Storia

### Dalle origini al medioevo
Le prime tracce di un insediamento stabile a Melegnano sono ascrivibili con tutta probabilità all'epoca dei  galli Ambroni. Alcuni oggetti come tombe, vasellame ed oggetti in metallo risalenti al IV secolo a.C. e rinvenuti a fine Ottocento comproverebbero l'antichità di questi insediamenti.
Per quanto anche i Romani ebbero qui un insediamento, si deve attendere l'anno 333 d.C. per attestare con certezza la presenza di un insediamento di dimensioni ragguardevoli, quando l'anonimo pellegrino compositore dell'"Itinerarium Burdigalense" riporta la presenza di una "mutatio ad IX" (stazione di cambio cavalli) corrispondente all'attuale territorio di Melegnano, da cui il nome del toponimo latino, Ad Nonum, da cui passava, in epoca romana, la via Mediolanum-Placentia, che metteva in comunicazione Mediolanum (Milano) con Placentia (Piacenza) passando da Laus Pompeia (Lodi Vecchio).
Nel 590 a Melegnano si combatté la battaglia di Melegnano, scontro tra i Franchi e i Longobardi, ma è probabilmente in quest'epoca che il Lambro inizia a divenire una via commerciale sempre più utilizzata per far giungere velocemente ed in sicurezza le merci di scambio via acqua. Nel X secolo venne costituita una pieve locale con autorità ecclesiastica e amministrativa sulla maggior parte delle località circostanti la città.

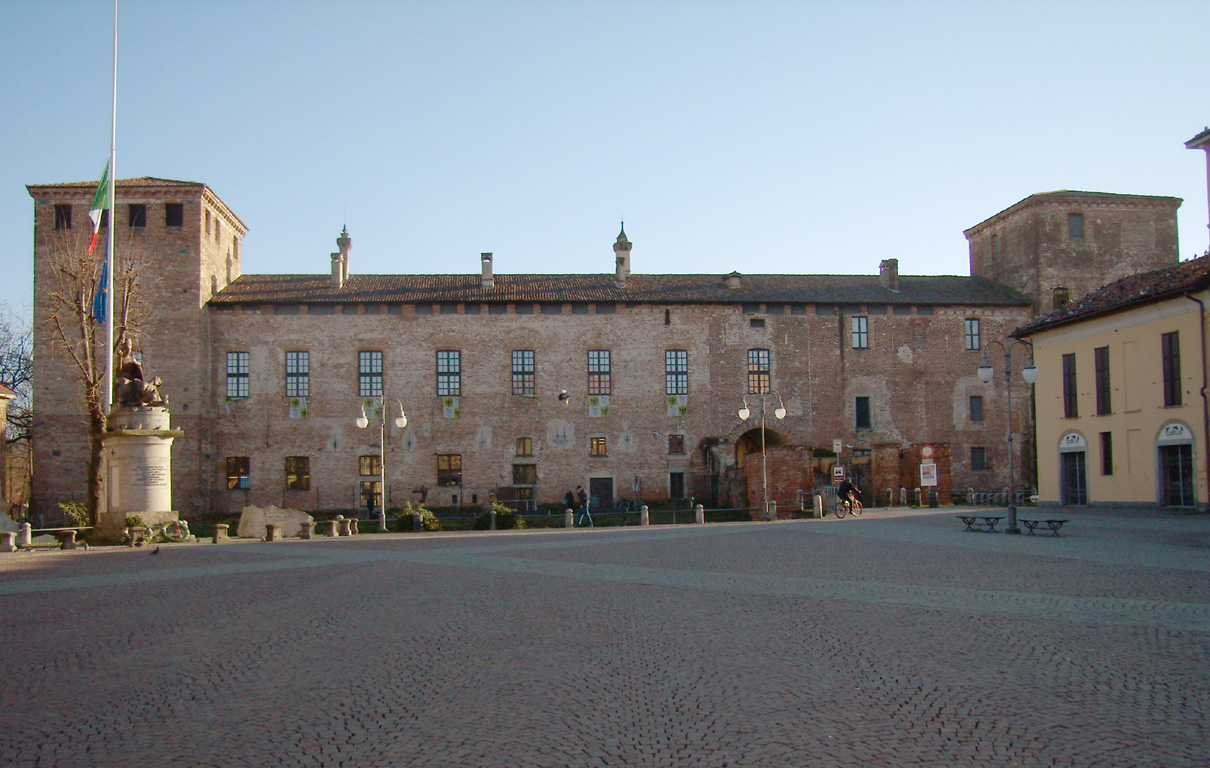
Il castello di Melegnano.

Nel Medioevo, Melegnano venne coinvolta in maniera particolare nelle lotte tra Federico Barbarossa ed i comuni del milanese. Dopo la battaglia di Legnano, le città lombarde riconquistarono la loro indipendenza dall'impero e, col trattato di pace tra Milano e Lodi, Melegnano fu ceduta dai lodigiani ai milanesi. Ancora una volta Melegnano venne coinvolta nelle lotte ingaggiate questa volta da Federico II, nipote del Barbarossa, coi comuni del milanese. Terminati anche questi scontri con la vittoria dei milanesi, Melegnano si trovò al centro di nuove lotte tra i Torriani ed i Visconti per la supremazia sulla signoria di Milano. Alla vittoria dei Visconti, il castello spettò in seguito a Bernabò Visconti che ne fece la propria residenza e passò in seguito a suo nipote, Gian Galeazzo, che qui venne colpito da malattia improvvisa e morì nel 1402. Dopo la morte di quest'ultimo, Melegnano divenne centro di lunghe contese tra il successore del duca, Giovanni Maria e Giovanni Vignati, signore di Lodi, il quale mirava al possesso del castello per meglio controllare militarmente e fiscalmente l'area.
Un ritratto dell'area di Melegnano in quest'epoca ce lo fornisce lo scrittore Giorgio Merula, il quale riporta la ricca fioritura di monasteri nell'area (almeno cinque) che sfruttavano l'acqua del Lambro che viene definita testualmente "aquarum perpetua claritate nitens copiaque piscium optimorum abundans". A Melegnano del resto dal 1393 erano giunti anche i frati Carmelitani che impiantarono nella campagna melegnanese diverse grange sul modello dei Certosini.

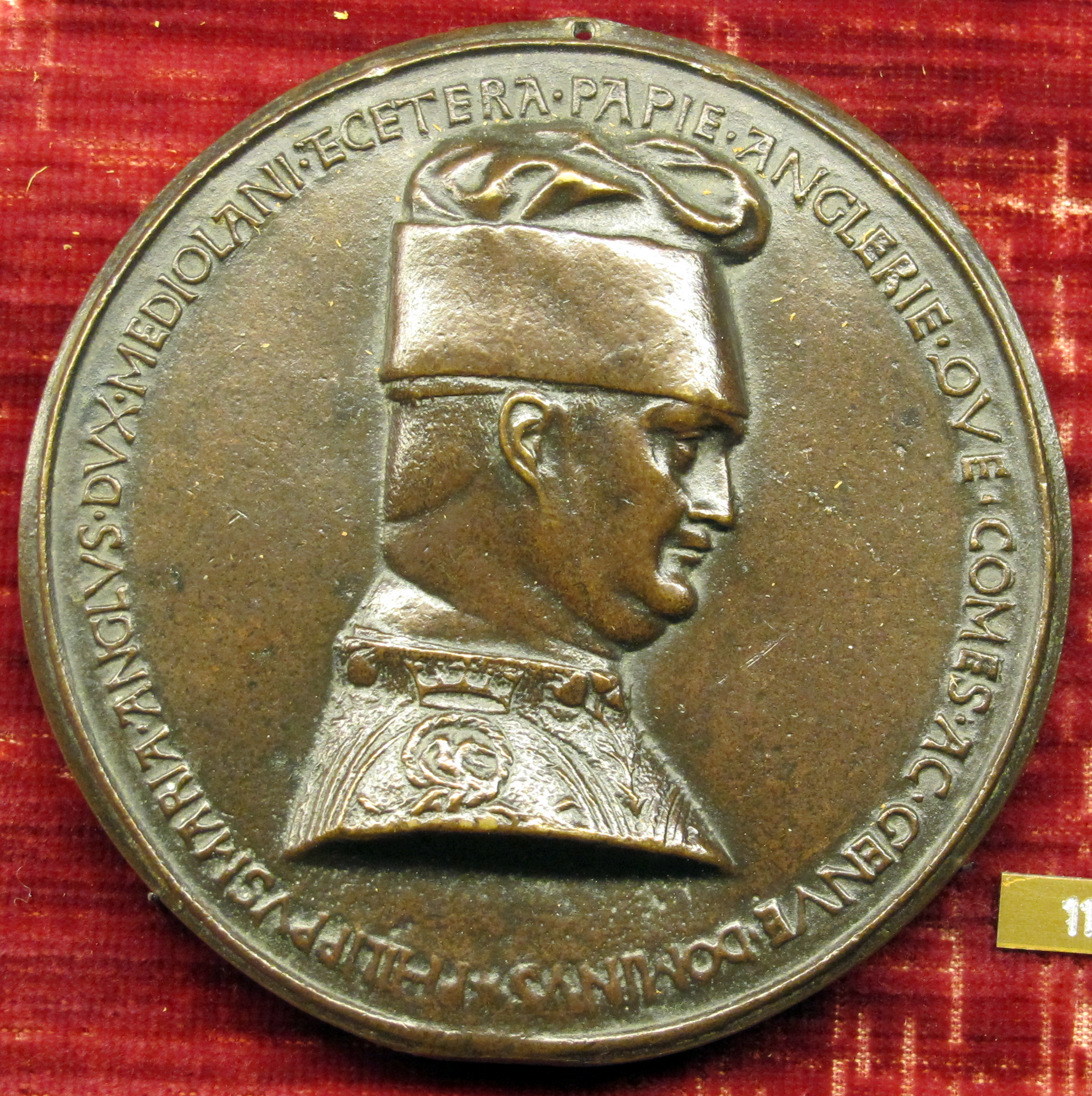
Il duca Filippo Maria Visconti favorì fortemente il borgo di Melegnano, istituendovi lo storico mercato il giovedì di ogni settimana

Nel 1412, il castello tornò ai Visconti, ma il duca Filippo Maria Visconti decise di concedere alla città una propria autonomia amministrativa e difensiva tramite l'assegnazione di un capitano con funzioni di vicario del duca, il quale si insediò a palazzo Visconti. Fu lo stesso duca di Milano a stabilire l'istituzione del mercato il giorno di giovedì, istituzione che ancora oggi viene rispettata.
Durante il periodo della Repubblica Ambrosiana (nata alla morte di Filippo Maria), seguì un periodo di alterne vicende di pace e di guerra: Francesco Sforza bombardò ed occupò il castello di Melegnano e l'intera borgata nel 1449 dopo sei giorni di assedio. L'anno successivo venne proclamato duca di Milano.

### Il Cinquecento:seculus mirabilisper Melegnano

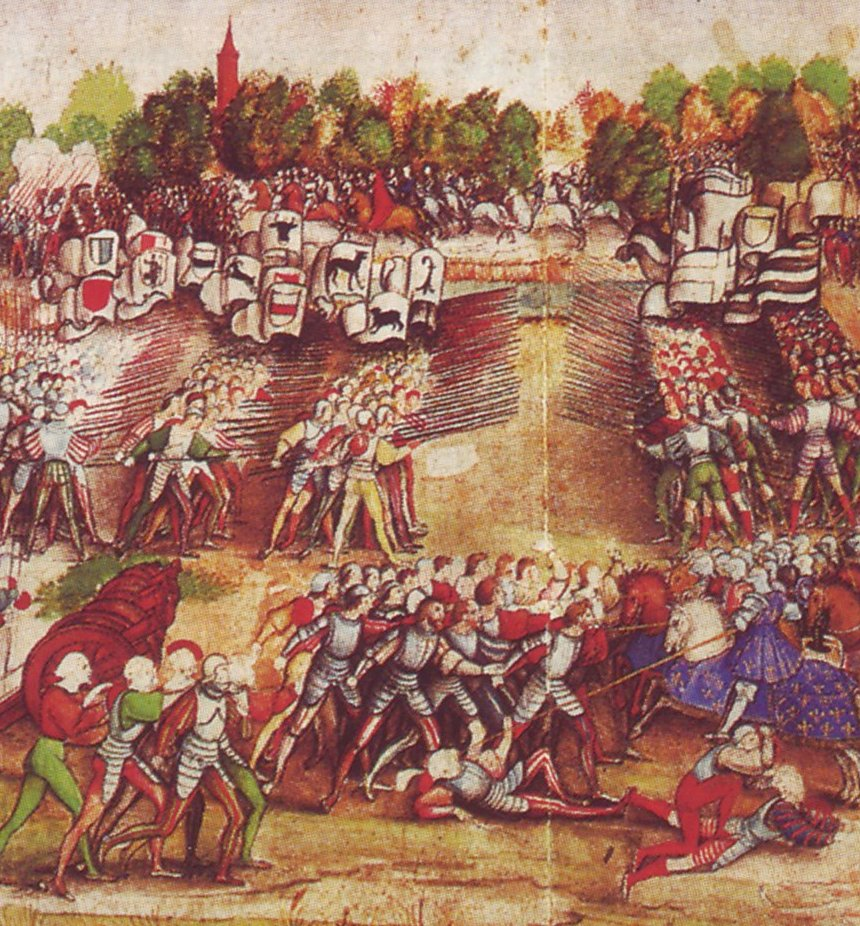
Episodio della battaglia di Melegnano. Dipinto attribuito al Maestro de la Ratière.

Il secolo di maggior splendore e fama per la città di Melegnano fu indubbiamente il Cinquecento, perché fu permeato da una serie di eventi che proiettarono la cittadina nelle cronache nazionali. Nel 1512, il castello venne consegnato in feudo a Francesco Brivio col titolo di conte, la carica di capitano della milizia locale ed il ruolo amministrativo di vicario ducale. Nel 1515, a Melegnano si combatté la celebre battaglia tra le truppe di Francesco I di Francia e l'esercito dei mercenari svizzeri al soldo degli Asburgo d'Austria, per la supremazia sul ducato di Milano. Fu proprio questa battaglia a decidere in parte le sorti della guerra in Italia e in Europa dal momento che, con la vittoria dei francesi, Massimiliano Sforza, duca di Milano, venne costretto a cedere l'intero territorio del ducato a Francesco I e il milanese tornò così sotto il dominio del regno di Francia. Fu a seguito della battaglia di Melegnano che i 13 cantoni che componevano la Confederazione Elvetica sottoscrissero un decreto di "Pace perpetua" con la Francia e si impegnarono a una politica di neutralità, che ancora oggi la Svizzera rispetta. L'episodio ebbe una notevole risonanza in Francia, dove addirittura Francesco I volle che la sua tomba a Saint-Denis riportasse un bassorilievo con l'episodio in questione.

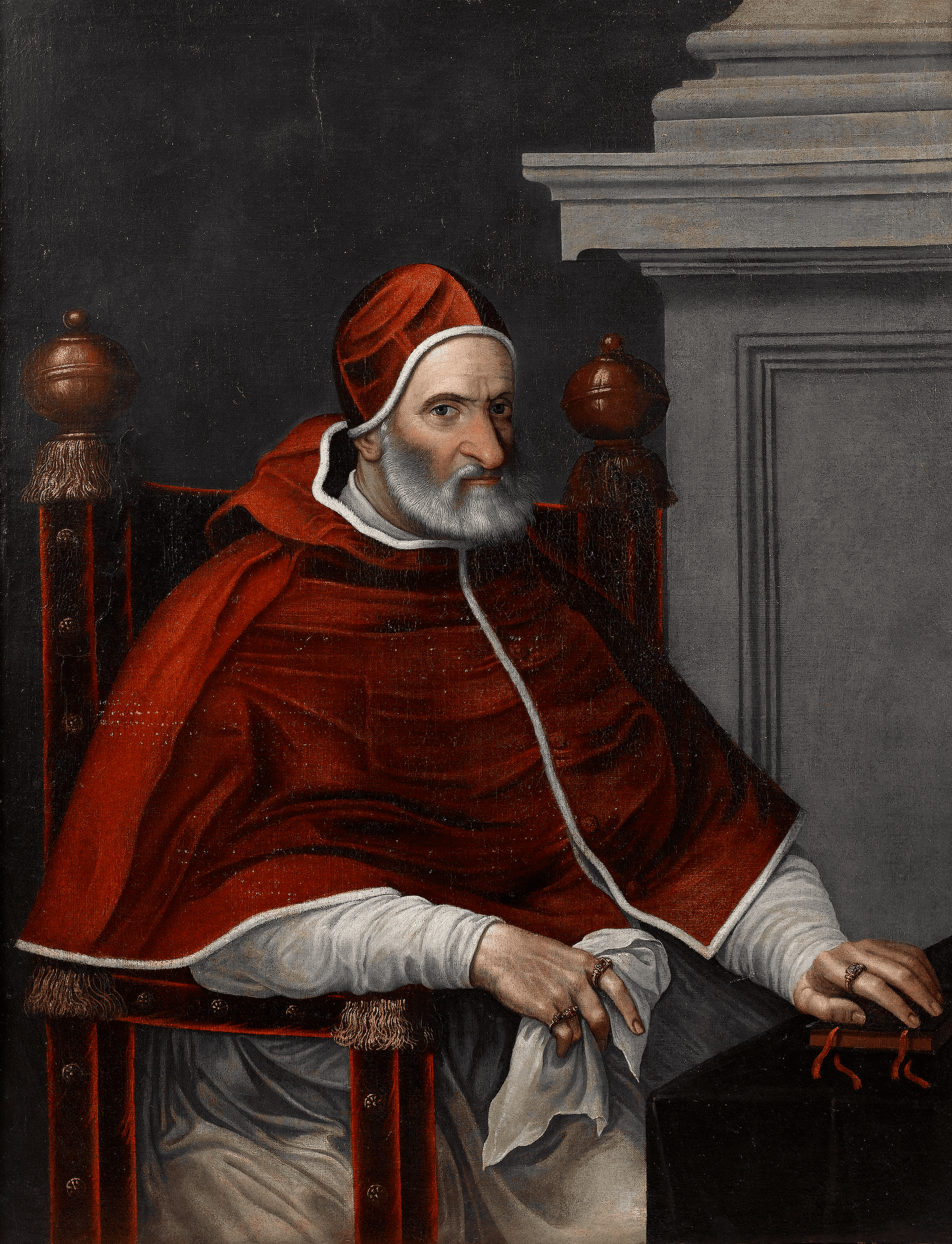
Papa Pio IV, fratello di Gian Giacomo Medici, marchese feudatario di Melegnano, beneficò largamente la città con la concessione di una bolla del perdono nel 1563.

Il dominio francese sul milanese ad ogni modo ebbe breve vita, dal momento che gli Asburgo decisero poco dopo di ridiscendere in Italia per riconquistare il ducato e cederlo a Francesco II Sforza il quale, il 1º marzo 1532, decise di concedere la gestione della rocca e del feudo di Melegnano a Gian Giacomo Medici, valente condottiero al suo servizio, il quale venne inoltre nominato marchese. Il fortilizio, che ancora apparteneva alla famiglia Brivio come da precedenti disposizioni ducali, venne regolarmente ceduto ai nuovi proprietari con l'approvazione dell'imperatore Carlo V. Il fratello del primo marchese di Melegnano, inoltre, venne eletto papa col nome di Pio IV e fu lui che concesse alla comunità di Melegnano la Bolla del Perdono (20 gennaio 1563) con cui si elargisce ancora oggi l'indulgenza plenaria durante un'apposita festa religiosa.
Filippo II nel 1555 riconfermò a Gian Giacomo Medici la facoltà di tenere mercato il giorno di giovedì come da antica consuetudine di epoca ducale, come pure fece il governo austriaco con Carlo Antonio Medici nel 1715. Nel 1576, Melegnano venne colpita dalla prima ondata di peste del milanese e pertanto l'amministrazione comunale decise la costruzione di un lazzaretto nell'attuale zona della cappella della Madonnina di Sarmazzano.

### Dal Seicento all'Ottocento

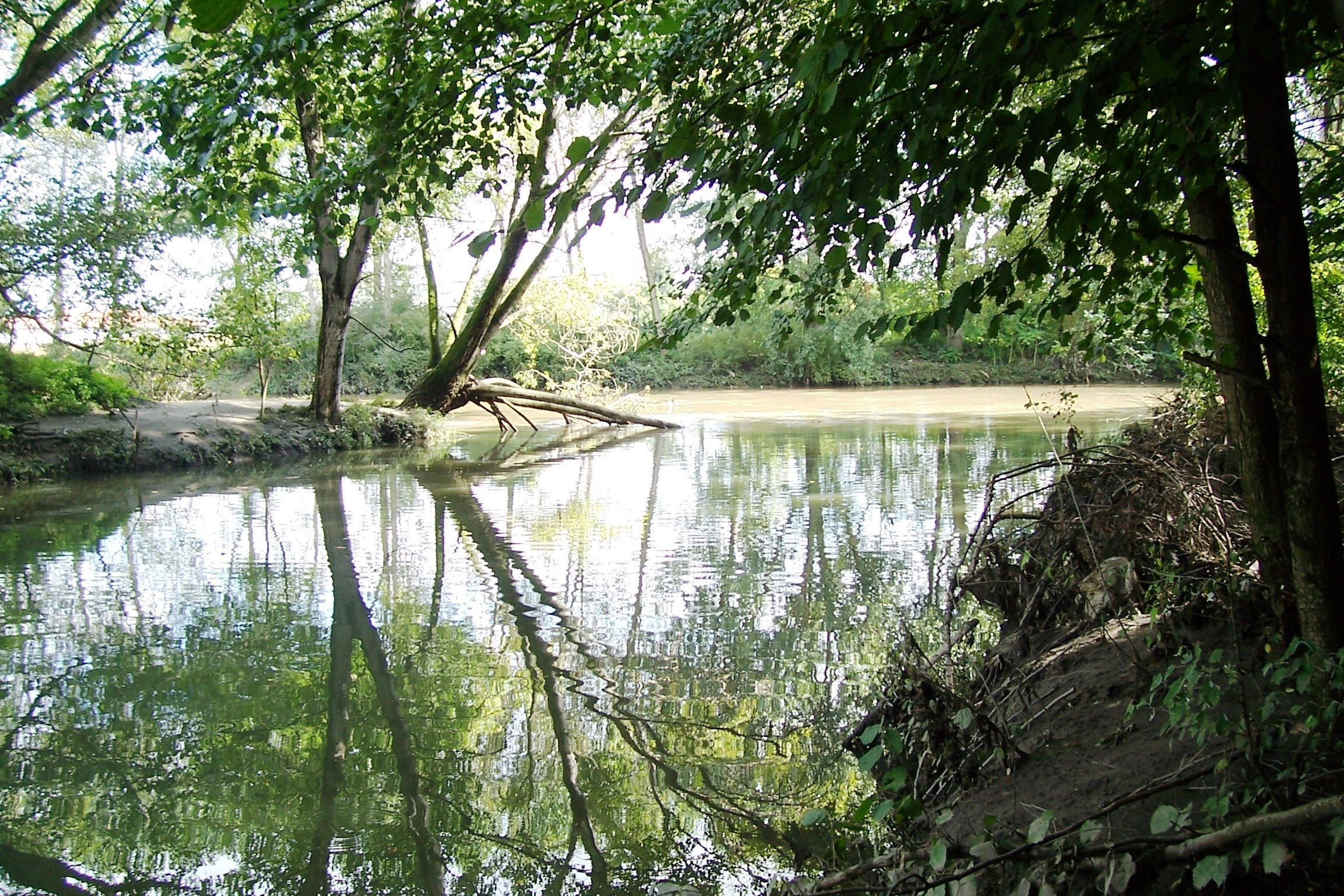
Il fiume Lambro a Melegnano nel primo Settecento rappresentava ancora un pericolo per l'agricoltura locale per le continue e improvvise piene stagionali

L'importanza anche amministrativa della città venne confermata dal fatto che nel 1608, dopo anni di diatribe fra i notabili melegnanesi per l'élite amministrativa della città, si giunse alla necessità di emanare una nuova costituzione cittadina che venne stesa dal magistrato milanese Luigi Melzi su delegazione di Filippo III di Spagna. La nuova costituzione, comprendente 15 articoli in tutto, venne votata favorevolmente da 124 capifamiglia milanesi sul totale di 186 famiglie presenti nel borgo all'epoca.
Nel 1630 la città di Melegnano venne nuovamente colpita dalla peste, ma la città si era preparata debitamente e aveva fatto costruire per tempo l'Ospedale dei Pellegrini proprio vicino alla chiesa cittadina di San Pietro, con l'incarico di accogliere e per quanto possibile curare gli appestati. Trent'anni dopo venne posta la prima pietra per la costruzione della nuova chiesa di San Pietro.
A peggiorare la già drastica situazione della popolazione, nel 1656 i francesi invasero il ducato ed attaccarono ancora una volta in forze Melegnano, saccheggiandone anche le campagne circostanti.
Tra i personaggi distinti nati a Melegnano in quell'epoca c'è il prete oblato Gion Antoni Calvenzano, che fu predicatore in Svizzera e per primo scrisse in lingua romancia sursilvana un catechismo.
Dopo la Pace di Utrecht, quando il milanese passò sotto il dominio austriaco, Melegnano si sentì ristorata, dal momento che la pesante tassazione spagnola aveva piagato non poco l'economia locale e solo la famiglia dei Medici ed il clero locale possedevano beni mobili ed immobili tali da potersi definire "ricchi", mentre la maggior parte della popolazione versava nella povertà e nell'analfabetismo. Il comune di Melegnano figurava fortemente in perdita per la straordinaria cifra di 1578,99 lire austriache annue ed in più aveva un debito da saldare di 87.732 lire austriache. La città decise quindi di inviare un ricorso formale all'imperatore Carlo VI del Sacro Romano Impero il quale, in qualità di duca di Milano, era chiamato a rispondere ad una serie di problemi che il territorio melegnanese non poteva affrontare autonomamente: le periodiche e devastanti piene del Lambro, le soste o i passaggi di truppe ed il loro relativo mantenimento (estremamente oneroso per la comunità e per i signori locali), l'emigrazione delle famiglie (all'epoca la città contava solo 1700 persone) e la necessità di ampliare le terre comunali con nuove acquisizioni territoriali su comunità vicine.

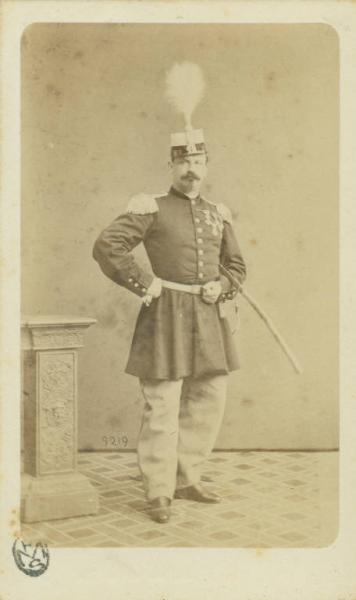
Il generale melegnanese Giuseppe Dezza, combattente della prima e della seconda guerra d'indipendenza italiana a fianco di Giuseppe Garibaldi.

Malgrado gli sforzi della comunità, il governatore di Milano non riuscì a risanare il bilancio di Melegnano ed il pagamento dei debiti fu possibile solo tramite una politica di contenimento delle spese coadiuvata dall'aumento delle imposte del pedaggio sul ponte del fiume Lambro. Venne meno anche il tributo annuo al marchese e la decima alla chiesa pur di risanare i conti locali.
All'epoca dell'imperatrice Maria Teresa risale la costruzione del nuovo cimitero cittadino, non più presso la chiesa parrocchiale come era dal medioevo, ma fuori dalle mura cittadine, per motivi sanitari (anticipando sui tempi l'Editto di Saint-Claude di epoca napoleonica). Gli austriaci fecero smantellare le tre porte medievali di accesso alla città per consentire l'ampliamento dell'abitato: Porta Sant'Angelo o Portone, Porta di Milano e Porta del Lambro.
Il 1796 e l'avvento di Napoleone Bonaparte in Lombardia segnarono un nuovo periodo di crisi per Melegnano che iniziò ad accumulare nuovi debiti a causa delle richieste di denaro dei francesi: la comunità melegnanese sborsò un contributo pari a 11.400 lire austriache più 20 chilogrammi d'argento puro. L'avvento dei napoleonici, inoltre, portò alla soppressione degli ordini religiosi e dei monasteri locali. Nel 1797 il comune di Melegnano fu inserito nel dipartimento del Ticino.
Il Congresso di Vienna nel 1815, assegnò il comune di Melegnano al Distretto XII della Provincia di Milano, ed il ritorno dell'amministrazione austriaca portò ad alcuni cambiamenti a livello amministrativo: la città venne suddivisa in tre aree (Borgo San Rocco, Ponte di Milano e Borgo Lambro) e si preoccupò in particolare di riportare in auge l'agricoltura, promuovendo le marcite e la coltivazione del riso.
Nel 1848, dopo lo scoppio delle Cinque giornate di Milano, Melegnano venne saccheggiata dalle truppe austriache del feldmaresciallo austriaco Radetzky che si stavano ritirando da Milano, malgrado la mediazione del melegnanese Polli che tentò invano di opporsi a tale violenza. Nel Risorgimento nazionale della seconda guerra d'indipendenza italiana, Melegnano fu ancora una volta al centro di una nota battaglia, subito dopo la battaglia di Magenta. L'8 giugno 1859, infatti, gli austriaci si scontrarono a Melegnano con l'esercito franco-piemontese dove in particolare i francesi, pur riuscendo infine a trionfare, ebbero numerose perdite. Tra i combattenti di questi scontri troviamo Giuseppe Dezza, futuro generale e comandante della divisione Volturno a Teano per conto di Garibaldi nel corso della spedizione dei Mille nel 1860. Lo stesso generale Garibaldi sostò a Melegnano in quel 1859.

### Il Novecento
Il Novecento vide la rinascita di Melegnano, non solo sotto l'aspetto economico-industriale, ma anche e soprattutto a livello sociale: nel 1911 venne fondato il primo asilo locale, un primo ricovero per anziani, un ospedale, la società operaia e la testata giornalistica "Il Corriere del Lambro".
Nel medesimo periodo nacque anche la Cassa di soccorso dei badilanti, oltre alla Società 8 giugno 1859 che raccoglieva gli ex combattenti del risorgimento melegnanese.
Dal 1924, dopo l'avvento del fascismo al governo, Melegnano acquisì una notevole importanza nell'amministrazione locale, divenendo la città di riferimento per tutto il suo circondario, dotandosi di servizi come il primo servizio telefonico e telegrafico dell'area. L'amministrazione comunale fascista istituì inoltre un consultorio pediatrico ed ostetrico locale, l'apertura di colonie sanitarie e la gestione del fenomeno dei poveri tramite la loro registrazione in appositi elenchi che fornivano assistenza sanitaria gratuita.
Nel secondo dopoguerra, Melegnano ebbe un notevole sviluppo del settore commerciale e dell'artigianato, nonché il rinnovamento del centro urbano e la nascita di nuovi quartieri residenziali che portarono alla necessità di potenziare i servizi.

### Simboli
Stemma
Lo stemma è stato riconosciuto con decreto del capo del Governo del 17 ottobre 1932. La sua descrizione araldica è la seguente:
Lo stemma comunale riprende quello dell'antica famiglia lombarda dei da Melegnano, riprodotto a pagina 233 dello Stemmario Trivulziano.
Gonfalone
La descrizione araldica del gonfalone, concesso con decreto del presidente della Repubblica del 20 febbraio 1950, è la seguente:

### Onorificenze
Nel XX secolo Melegnano ha conosciuto un importante sviluppo industriale e demografico. In considerazione della sua importanza, è stata insignita nel 1959 del titolo di città.

## Monumenti e luoghi d'interesse

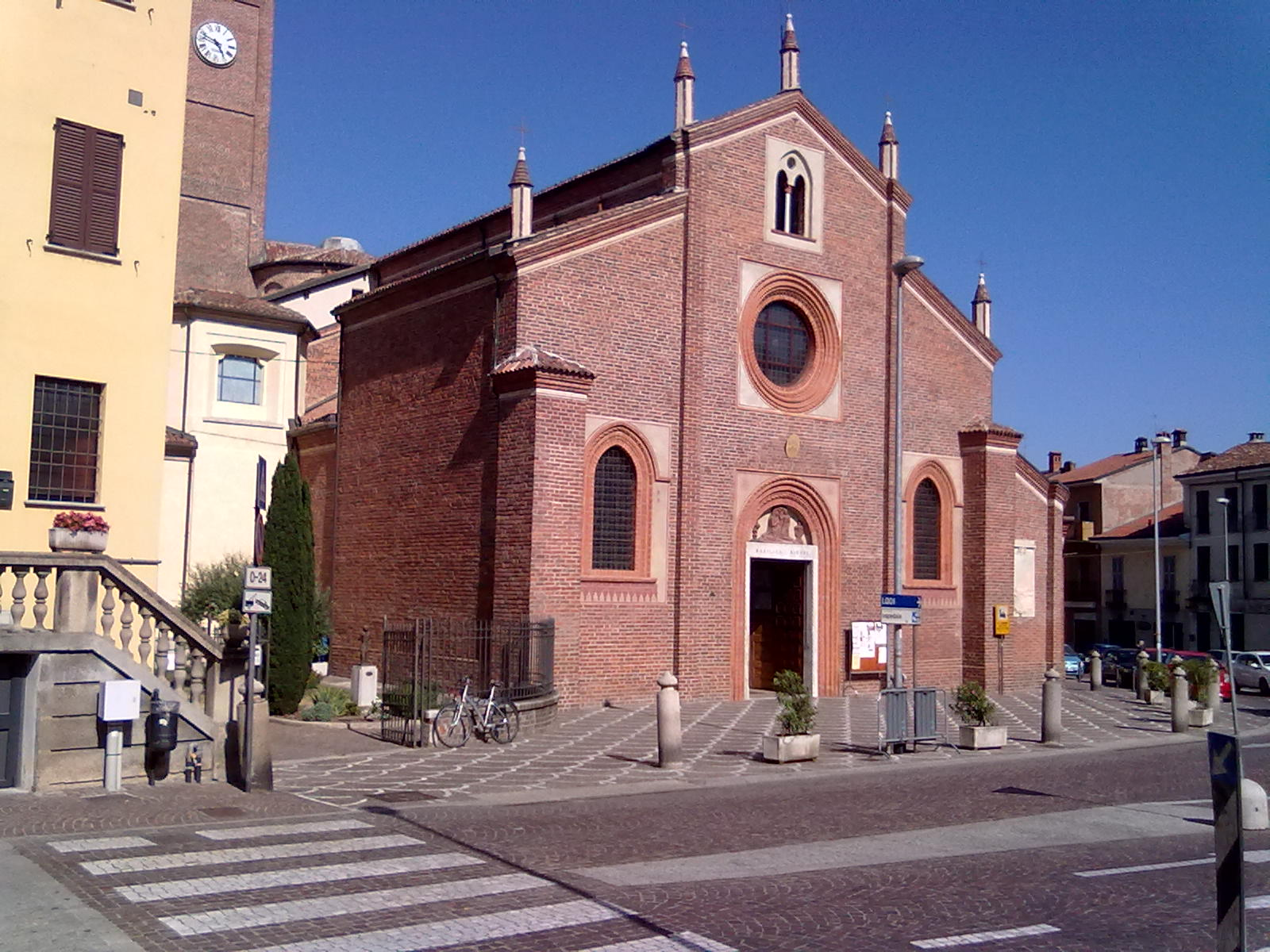
La facciata della basilica della Natività di San Giovanni Battista

### Architetture religiose
- Basilica di San Giovanni Battista. Secondo un'antica tradizione orale attestata dai canonici di Orta San Giulio (nel novarese) a metà del XVIII secolo, la chiesa di San Giovanni Battista di Melegnano era una delle chiese fondate da San Giulio in persona nel IV secolo, ma non vi sono dati certi per comprovare tale tesi. La prima data certa nella costruzione di una chiesa a Melegnano è il 1398 in quanto essa viene già citata nella Notitia Cleri Mediolanensis e nell'ottobre del 1418 apprendiamo che papa Martino V, in visita a Milano, concesse una speciale indulgenza per promuovere il restauro della chiesa che aveva saputo essere in condizioni disastrose. Il 6 luglio 1442, venne creata la pieve di Melegnano e la chiesa locale venne eletta a collegiata prepositurale, affrancandola dalla ben più antica pieve di San Giuliano Milanese. La chiesa, dall'epoca di Martino V, era ormai stata completamente riedificata e nel 1506 sappiamo della sua dedicazione alla Natività di San Giovanni Battista. Per questa speciale occasione, la chiesa melegnanese commissionò al Bergognone una splendida pala d'altare su tavola, firmata e datata dall'artista milanese, ancora oggi visibile all'interno della chiesa, che rappresenta Il battesimo di Cristo. Esternamente, la chiesa si presenta con la facciata in mattoni e la struttura a salienti, mentre internamente l'aula è suddivisa in tre navate ad impianto basilicale; a completare la struttura si trova una cupola che si raccorda al presbiterio grazie a delle vele di forma triangolare e con un tiburio cilindrico. Il campanile, eretto nel 1482, venne sopraelevato nel XVII secolo. L'altare maggiore venne rifatto completamente nel 1635, assieme ad altri due altari laterali nelle cappelle. Nel maggio del 1992 papa Giovanni Paolo II l'ha elevata al rango di basilica minore.
- Chiesa di Santa Maria del Carmine
- Chiesa di Santa Maria dei Servi
- Chiesa di San Pietro
- Chiesa di San Rocco

### Architetture militari e civili
- Castello di Melegnano. Il castello di origine trecentesca, con successivi rimaneggiamenti, presenta una struttura muraria in mattoni con due torri angolari delle quattro originariamente presenti nel complesso.
- Broletto. Edificio quattrocentesco in stile gotico, prospetta su piazza Risorgimento.

### Altro
- Oasi del Bosco di Montorfano
- Parco delle Noci
- Monumento ossario della battaglia di Melegnano
- Monumento ai Caduti, scolpito da Giuseppe Mozzanica (1926)

## Società

### Evoluzione demografica
- 1 750 nel 1751
- 3 719 nel 1771
- 2 718 nel 1805
- 2 859 nel 1809
- 5 107 dopo annessione di Cerro, Mezzano, Pedriano, Riozzo, Santa Brera e Vizzolo nel 1811
- 3 392 nel 1853
- 4 016 nel 1859

Abitanti censiti

### Etnie e minoranze straniere
Secondo le statistiche ISTAT al 1º gennaio 2021 la popolazione straniera residente nel comune metropolitano era di 2 762 persone, pari al 15,3% della popolazione. Le nazionalità maggiormente rappresentate in base alla loro percentuale sul totale della popolazione residente erano al 2021:
- Romania 607
- Egitto 371
- Albania 313
- Marocco 281
- Ecuador 130
- Ucraina 118
- Perù 99
- El Salvador 96
- Cina 76
- Bulgaria 68

## Cultura

### Festa e fiera del Perdono
Ogni anno, il giovedì di Pasqua, la città festeggia la ricorrenza dell'indulgenza plenaria concessa alla cittadina, allora Marignano, da papa Pio IV, al secolo Giovanni Angelo Medici, il 20 gennaio 1563 tramite una bolla papale, ancora oggi custodita nella basilica minore della Natività di San Giovanni Battista.

## Geografia antropica
Secondo l'ISTAT, il territorio comunale comprende il centro abitato di Melegnano, la frazione di Cascina Bernardina e la località di Cascina Martina.

## Infrastrutture e trasporti

### Strade
Melegnano è un importante nodo stradale, posto all'incrocio della Via Emilia con la strada Cerca e punto di origine di alcune strade provinciali.
A pochi chilometri dalla città transita l'Autostrada A1, sulla quale è posta l'uscita autostradale Melegnano/Binasco, che è anche punto di diramazione della Tangenziale Est Esterna di Milano (TEEM).

### Ferrovie e tranvie
La stazione di Melegnano è posta sulla ferrovia Milano-Bologna, attivata nel 1861. Vi fermano i treni delle linee S1 (Saronno-Milano-Lodi) ed S12 (Milano Bovisa-Melegnano, di cui è capolinea) del servizio ferroviario suburbano di Milano.
Fra gli anni ottanta del XIX secolo e gli anni trenta del XX, Melegnano era servita dalle tranvie interurbane a vapore Milano-Lodi e Melegnano-Sant'Angelo Lodigiano.

## Amministrazione
| Periodo        | Periodo        | Primo cittadino    | Partito                                                                                              | Carica                  | Note          |
| -------------- | -------------- | ------------------ | --- | ----------------------- | ------------- |
| 12 maggio 1985 | 6 maggio 1990  | Michele Bellomo    | PSI                                                                                                  | Sindaco                 | [ 18 ]        |
| 6 maggio 1990  | 1º marzo 1994  | Franco Panigada    | PCI                                                                                                  | Sindaco                 | [ 18 ]        |
| 1º marzo 1994  | 14 marzo 1994  | Virginia Figliossi | | commissario prefettizio | [ 18 ]        |
| 26 giugno 1994 | 16 maggio 2002 | Pietro Mezzi       | Centro-sinistra                                                                                      | Sindaco                 | [ 19 ]        |
| 16 maggio 2002 | 8 maggio 2007  | Ercolino Dolcini   | L'Ulivo, Rifondazione Comunista                                                                      | Sindaco                 | [ 20 ]        |
| 8 maggio 2007  | 26 giugno 2017 | Vito Bellomo       | Lista civica Melegnano Nel Cuore, La Destra, Il Popolo della Libertà                                 | Sindaco                 | [ 20 ] [ 21 ] |
| 26 giugno 2017 | 13 giugno 2022 | Rodolfo Bertoli    | Partito Democratico                                                                                  | Sindaco                 |               |
| 13 giugno 2022 | in carica      | Vito Bellomo       | Lista civica Melegnano Movimento Civico LAB, Forza Italia, Fratelli d'Italia, Lega Salvini Lombardia | Sindaco                 | [ 18 ] [ 22 ] |

### Gemellaggi
- Bicske, dal 21 marzo 2007[23]

## Sport
A Melegnano lo sport più praticato è il calcio, seguito dalla pallacanestro e infine dall'atletica leggera. Possiede numerose palestre e una scuola di Karate. Melegnano conta tre squadre di calcio, molto conosciute a livello regionale: il Melegnano Calcio (nato nel giugno 2012 dalla fusione di U.S. Melegnanese e A.C. Pro Melegnano calcio), iscritto alla categoria Promozione, l'USOM calcio iscritta al campionato di Terza Categoria e la SGB Giardino calcio che svolge la sola attività di settore giovanile.

### Stadi pubblici
- Lo Stadio Comunale 1 è situato nel quartiere Giardino in piazza F. Bianchi. Qui si disputano le partite casalinghe della prima squadra del Melegnano Calcio. Conta circa mille posti, 500 dei quali a sedere, ed è provvisto di pista atletica. Nel periodi d'oro della Melegnanese ha ospitato partite di Serie C;
- Lo Stadio Comunale 2 è situato nella periferia est della città. Qui si disputano le partite casalinghe del settore giovanile e scolastico della società SGB Giardino.
- Lo Stadio Comunale 3 è invece situato nella periferia ovest della città. Qui vengono disputate le partite casalinghe del settore giovanile e scolastico del Melegnano Calcio.

## Galleria d'immagini

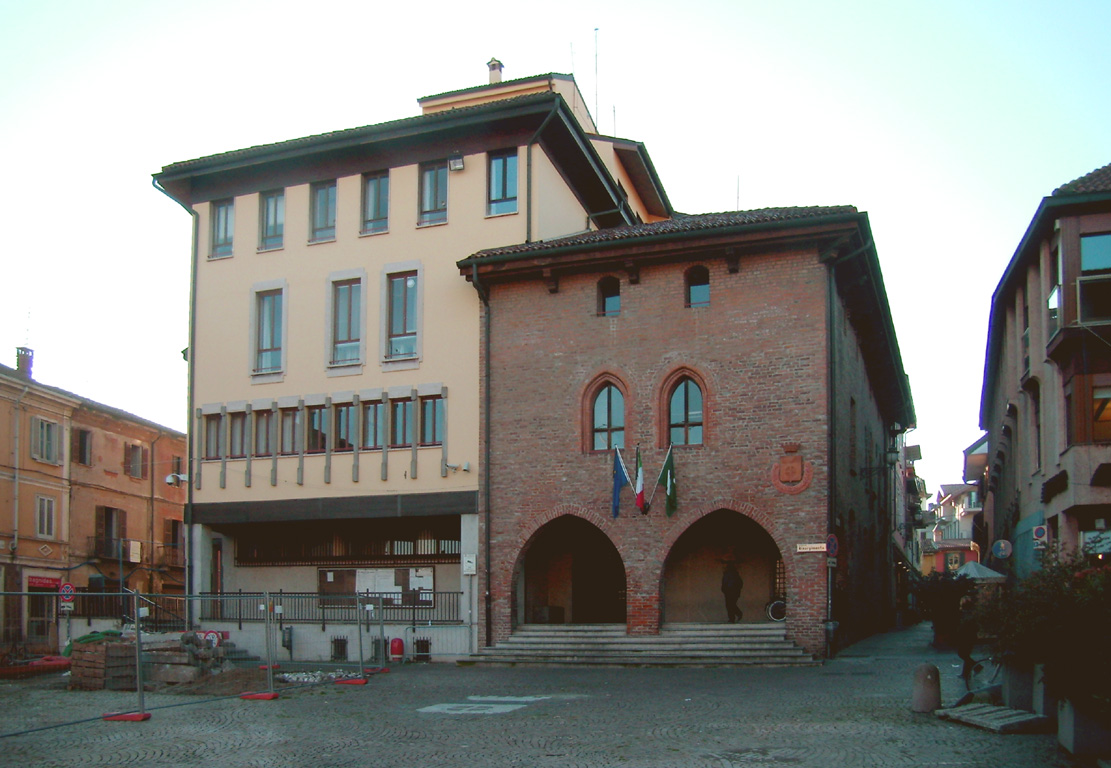
Il palazzo municipale
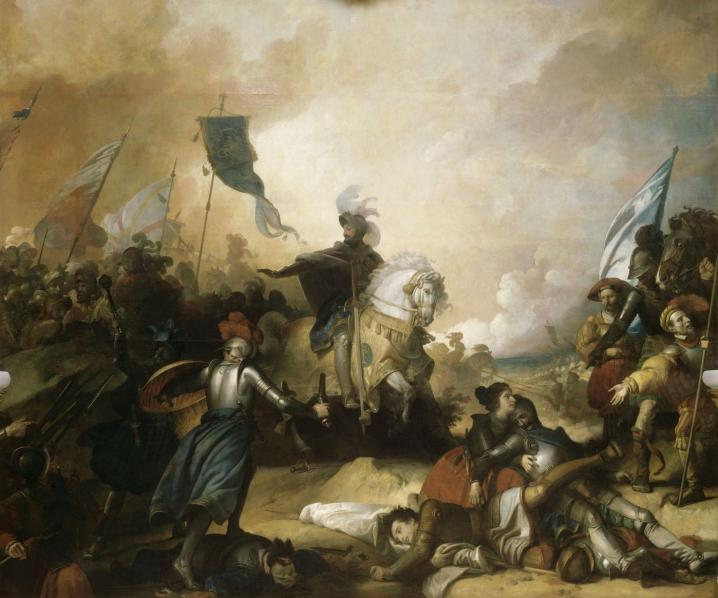
Dipinto custodito in Francia che rappresenta lo scontro tra Francesi e Svizzeri nel 1515 durante la celebre "Battaglia di Giganti"
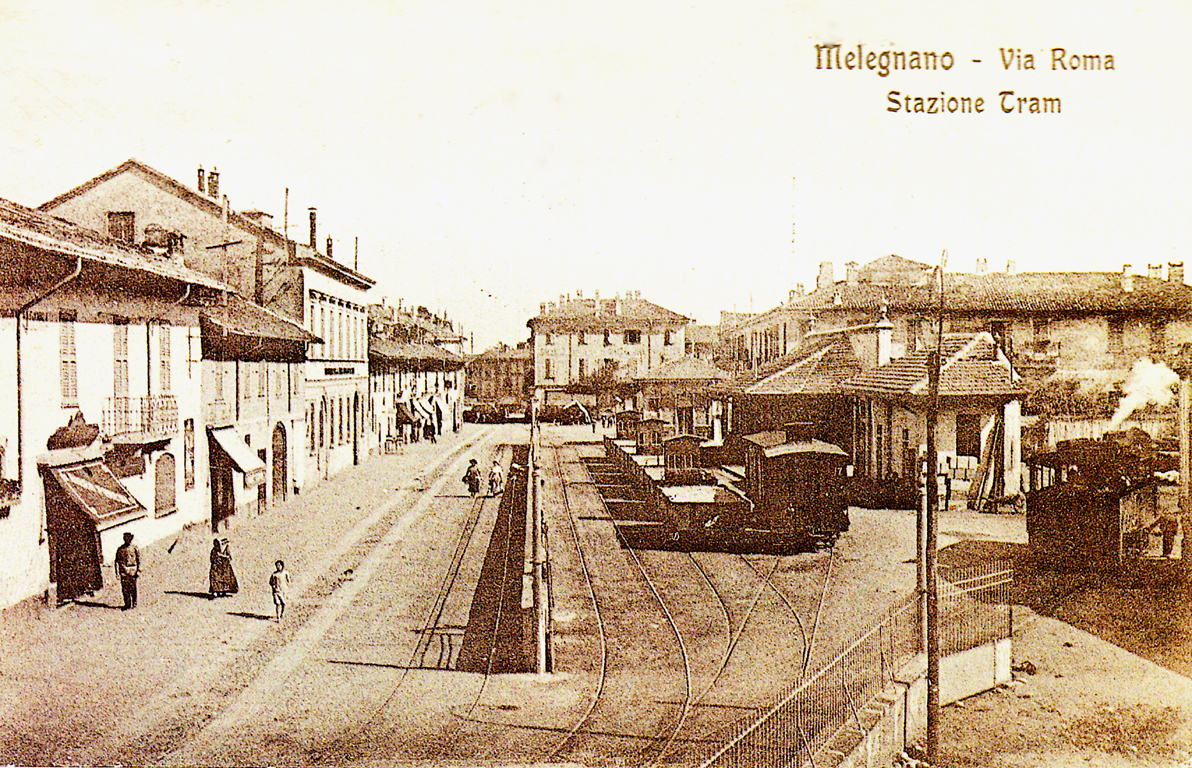
La stazione tranviaria di Melegnano (inizi '900)
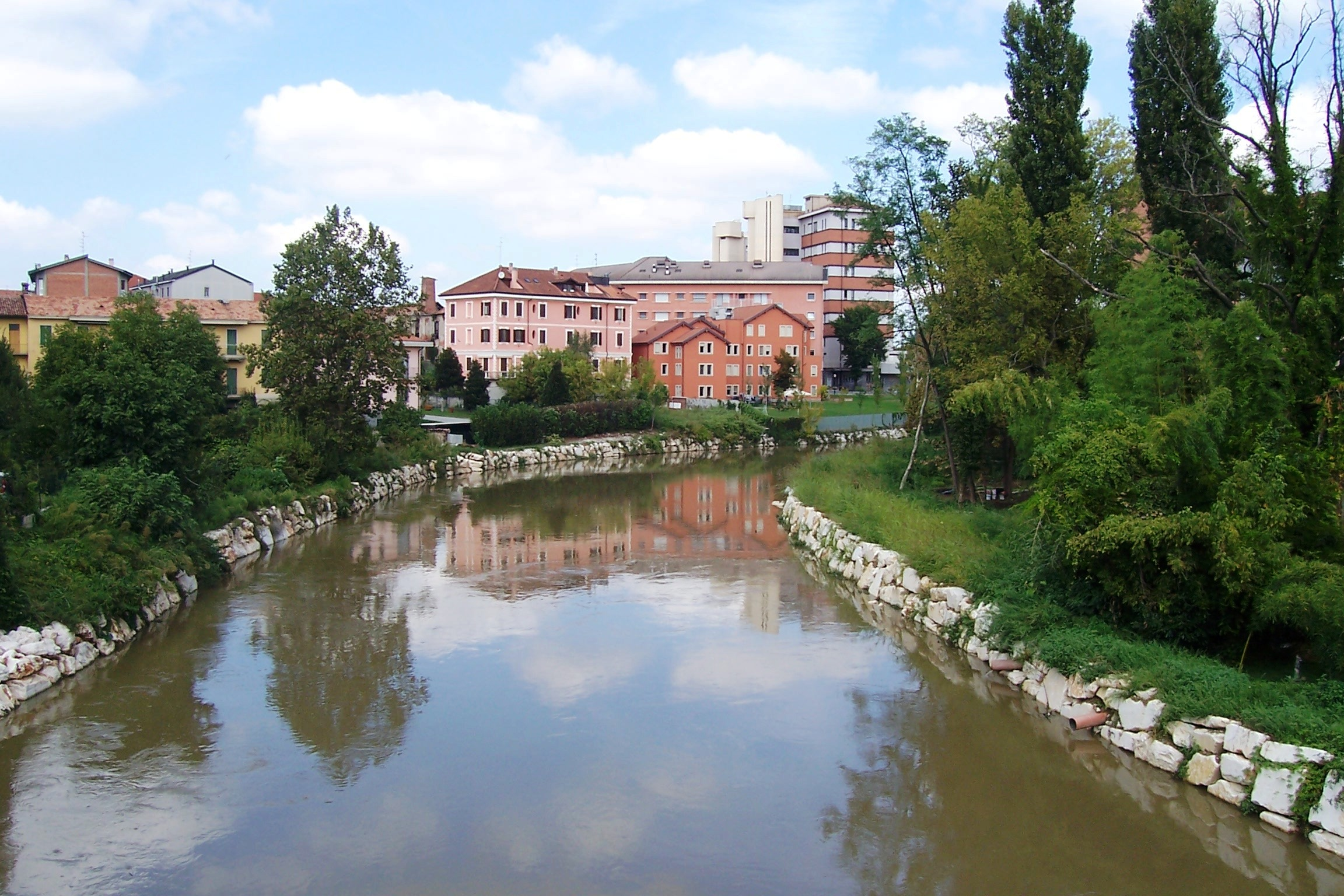
Il Lambro attraversa Melegnano